# Ботанічний сад Національного університету біоресурсів і природокористування України

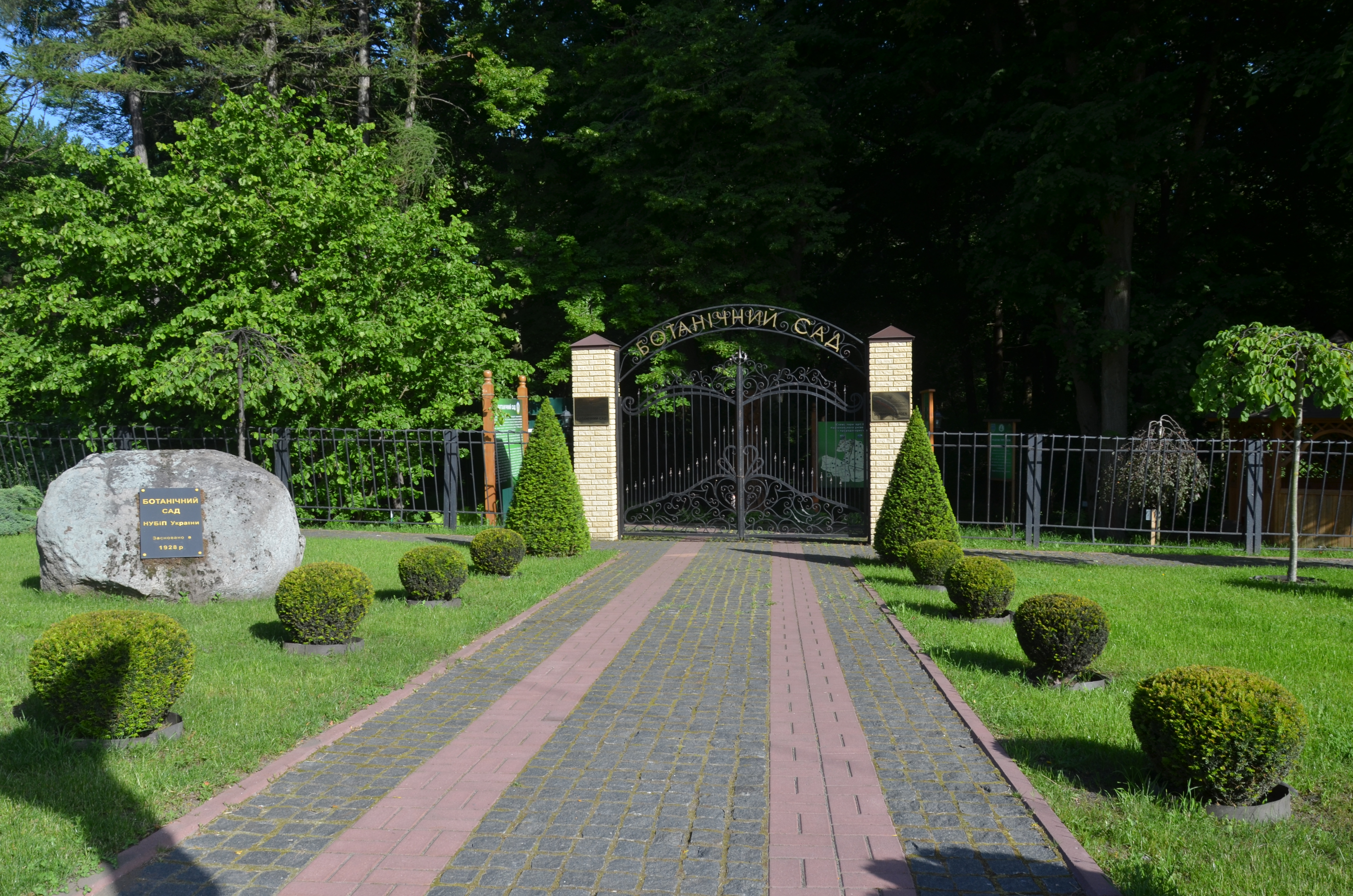
Ботанічний сад Національного університету біоресурсів і природокористування України

Ботані́чний сад Націона́льного університе́ту біоресурсів та природокористування України — частина Голосіївського лісу, що є навчальним підрозділом Національного університету біоресурсів і природокористування України.

## Історія

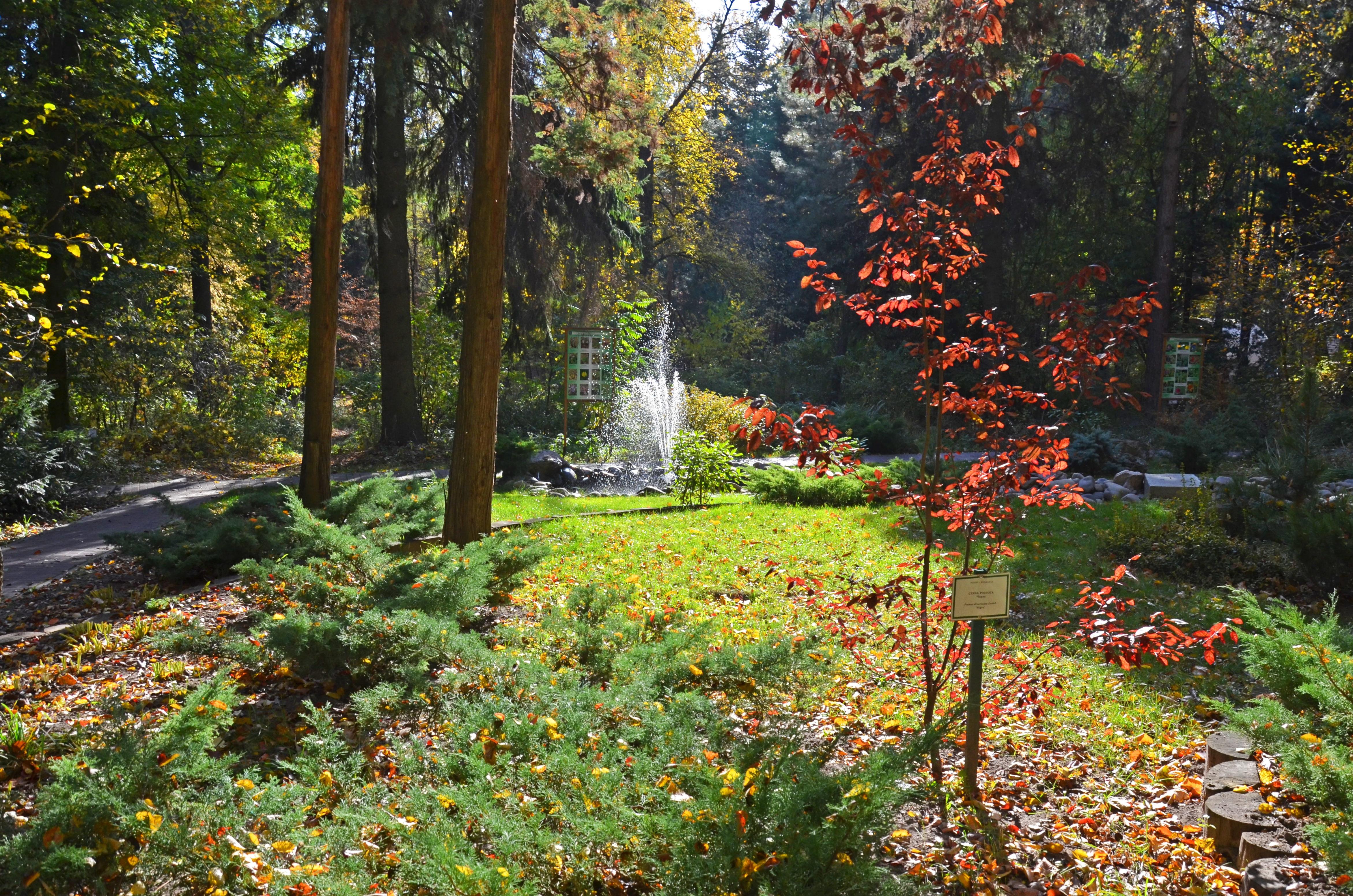
Ботанічний сад НУБіП

У XVII столітті на місці Ботсаду існував хутір Голосіївський (згадка в історичних документах 1617 року). У 1631 році Петром Могилою був закладений монастир Голосіївська пустинь та парк. У 1920 році монастирські володіння було націоналізовано, а в 1922–1923 роках — передано новоствореним сільськогосподарському та лісогосподарському інститутам. Протягом 1925–1932 років відбувалась забудова цієї території комплексом вищезазначених навчальних закладів. Ботанічний сад створено на базі кварталів 7 і 8 Хотівського лісництва Боярської ЛДС та прилеглих земель НАУ. Його історія почалась у 1928 році з моменту заснування дендрологічного саду Київського лісогосподарського інституту. На території 6 га були висаджені екзотичні деревні та кущові види рослин, насіння яких отримували із ботанічних садів та дендраріїв Ленінграду, Ялти, Харкова, Одеси, Ташкента та інших міст. У 1929 році у саду налічувалось вже близько 320 видів дерев'янистих рослин. У створенні наукових колекцій дендрарію брали участь науково-педагогічні працівники: доцент М. М. Ягніченко, професор Н. О. Коновалов, професор В. Шмідт, академік П. Погребняк, академік М. Гришко, Ф. М. Русанов. Міцні зв'язки дендрарію зі спорідненими закладами сприяли тому, що на початок 1941 року його колекції нараховували близько 700 таксонів дерев та кущів.
29 грудня 1988 року ректор Української сільськогосподарської академії, академік Д. О. Мельничук підписав наказ № 410 «Про створення ботанічного саду Української сільськогосподарської академії», згідно з яким до нової структури увійшли землі Боярської лісової дослідної станції і сільгоспакадемії, зайняті плодовим садом, ділянки пасіки, навчально-дослідної лабораторії конярства.
Статус Державного ботанічного сад отримав згідно з Постановою Ради Міністрів УРСР від 13.02.1989 р. № 53, а у 1992 році набув статусу Ботанічного саду загальнодержавного значення (Постанова Верховної Ради України від 16.06.1992 р. № 2457-ХІІ).

## Природні ресурси
Ботанічний сад складається з 6 наукових лабораторій: дендрології та лісової селекції, плодово-овочевих культур, квітникарства, екології рослин, зоології, зеленого будівництва. Загальна кількість видів, різновидів, гібридів, культиварів та форм які зростають на території Ботанічного саду становить 1499 таксономічних одиниці. З них колекція деревних рослин незахищеного ґрунту становить 604 колекційних одиниці (389 види, 4 різновиди, 33 гібриди, 2 форми та 176 культиварів), колекція лікарських рослин — 164 одиниці (163 види, 1 гібрид), колекція квітково-декоративних рослин відкритого ґрунту — 154 одиниці (95 види, 21 гібрид та 38 культиварів), колекція плодово-ягідних рослин — 155 одиниць (27 видів, 2 гібриди та 126 культиварів), колекція рослин захищеного ґрунту — 184 одиниці (162 види, 4 різновиди, 5 гібридів та 13 культиварів), колекція дикорослих та адвентивних трав'янистих рослин — 307 одиниць (306 видів, 1 гібрид), колекція мохоподібних рослин представлена 50 видами.

||
|

Тут створені експозиційні ділянки хвойних рослин Далекого Сходу, Кавказу, квітниково-декоративних рослин, троянд, бузку, географічні посадки дубів. Із колекції тропічних та субтропічних рослин цінними є колекції бромелієвих, цитрусових, кипарисів тощо.
Ботсад є науково-дослідною, освітньою, природоохоронною установою. Його дослідження спрямовані на вирішення проблем інтродукції та акліматизації деревних рослин, дендрології та лісової селекції, зеленого будівництва. Тут створена насіннєва база перспективних для лісового господарства рослин, що використовуються для наукових досліджень та навчання студентів.